# Крушица (община Кичево)
Вижте пояснителната страница за други значения на Крушица.
Крушица (на македонска литературна норма: Крушица) е село в Северна Македония, в община Кичево.

## География
Селото е разположено в областта Рабетинкол в източните склонове на Челоица.

## История
Според „Кичево в миналото си и сега“ Крушица е българско село, потурчено след XVI век.
В XIX век Крушица е село в Кичевска каза на Османската империя. Църквата „Света Богородица“ е от средата на XIX век. В „Етнография на вилаетите Адрианопол, Монастир и Салоника“, издадена в Константинопол в 1878 година и отразяваща статистиката на населението от 1873 година Крушица (Krouchitza) е посочено като село с 12 домакинства с 26 жители мюсюлмани и 12 жители българи.
Според статистиката на Васил Кънчов („Македония. Етнография и статистика“) към 1900 година в Крушица живеят 128 българи християни и 20 българи мохамедани.
На Етнографската карта на Битолския вилает на Картографския институт в София от 1901 година Крушица е смесено село българи, помаци и албанци в Кичевската каза на Битолския санджак с 20 къщи.
Цялото християнско население на селото е под върховенството на Българската екзархия. По данни на секретаря на екзархията Димитър Мишев („La Macédoine et sa Population Chrétienne“) в 1905 година в Крушица има 128 българи екзархисти.
Статистика, изготвена от кичевския училищен инспектор Кръстю Димчев през лятото на 1909 година, дава следните данни за Крушица:
| Домакинства | Гурбетчии | Грамотни | Грамотни | Грамотни | Неграмотни | Неграмотни | Неграмотни |
| Домакинства | Гурбетчии | мъже     | жени     | общо     | мъже       | жени       | общо       |
| ----------- | --------- | -------- | -------- | -------- | ---------- | ---------- | ---------- |
| 16          | 23        | 4        | 0        | 4        | 50         | 49         | 99         |

При избухването на Балканската война трима души от Крушица са доброволци в Македоно-одринското опълчение.
След Междусъюзническата война в 1913 година селото попада в Сърбия.
На етническата си карта на Северозападна Македония в 1929 година Афанасий Селишчев отбелязва Крушица като българско село.
Според преброяването от 2002 година селото има 5 жители македонци.
От 1996 до 2013 година селото е част от община Вранещица.

## Личности
Родени в Крушица
- Кочо Матев (? – 1904), български революционер от ВМОРО